# Lee Kyung-chun
Lee Kyung-chun (14 de abril de 1969) é um treinador ex-futebolista profissional sul-coreano que atuava como defensor.

## Carreira
Lee Kyung-chun representou a Seleção Sul-Coreana de Futebol nas Olimpíadas de 1996.